# Cancel Everything
 Cancel Everything  es una reedición de I've Got My Album Own To Do, primer disco del músico inglés, compositor, guitarrista, bajista, multinstrumentista, artista plástico, miembro de The Jeff Beck Group, The Faces e integrante de The Rolling Stones: Ronnie Wood.
El disco fue editado en octubre de 1985 por el sello Thunderbolt, en Inglaterra, y por el sello Possum en Australia. La portada del disco era diferente a la original.